# Canottaggio ai Giochi della VIII Olimpiade
Le gare di canottaggio dei Giochi della VIII Olimpiade si sono svolte nel Bassin d'Argentuil lungo la Senna a Parigi dal 13 al 17 luglio 1924.

## Podi
| Evento                            | Oro | Perform. | Argento | Perform. | Bronzo | Perform.      |
| Singolo maschile (dettagli)       | Jack Beresford | 7'49"2   | William Gilmore | 7'54"0   | Josef Schneider | 8'01"1        |
| Due di coppia maschile (dettagli) | Stati Uniti John Kelly Paul Costello | 6'34"0   | Francia Marc Detton Jean-Pierre Stock                                                                                            | 6'38"0   | Svizzera Rudolf Bosshard Heinrich Thoma | n/d           |
| Due senza maschile (dettagli)     | Paesi Bassi Teun Beijnen Willy Rösingh                                                                                                   | 8'19"4   | Francia Maurice Monney-Bouton Georges Piot                                                                                       | 8'21"6   | Non assegnata | Non assegnata |
| Due con maschile (dettagli)       | Svizzera Édouard Candeveau Alfred Felber Émile Lachapelle                                                                                | 8'39"0   | Italia Ercole Olgeni Giovanni Scatturin Gino Sopracordevole                                                                      | 8'39"1   | Stati Uniti Leon Butler Harold Wilson Edward Jennings | n/d           |
| Quattro senza maschile (dettagli) | Gran Bretagna Maxwell Eley James Macnabb Robert Morrison Terence Sanders                                                                 | 7'08"6   | Canada Colin Finlayson Archie Black George MacKay Bill Wood                                                                      | 7'13"0   | Svizzera Émile Albrecht Alfred Probst Eugen Sigg Hans Walter | n/d           |
| Quattro con maschile (dettagli)   | Svizzera Émile Albrecht Alfred Probst Eugen Sigg Hans Walter Walter Lossli                                                               | 7'17"0   | Francia Eugène Constant Louis Gressier Georges Lecointe Raymond Talleux Marcel Lepan                                             | 7'33"0   | Stati Uniti Bob Gerhardt Sid Jelinek Ed Mitchell Henry Welsford John Kennedy                                                                                      | n/d           |
| Otto maschile (dettagli)          | Stati Uniti Leonard Carpenter Howard Kingsbury Al Lindley John Miller Babe Rockefeller Fred Sheffield Ben Spock Al Wilson Chick Stoddard | 6'33"4   | Canada Arthur Bell Bob Hunter William Langford Harold Little Jack Smith Warren Snyder Norman Taylor Laurie Wallace Ivor Campbell | 6'49"0   | Italia Antonio Cattalinich Francesco Cattalinich Simeone Cattalinich Giuseppe Crivelli Latino Galasso Pietro Ivanov Bruno Sorich Carlo Toniatti Vittorio Gliubich | n/d           |

## Medagliere
| Posizione | Paese         | Oro | Argento | Bronzo | Totale |
| --------- | ------------- | --- | ------- | ------ | ------ |
| 1         | Stati Uniti   | 2   | 1       | 2      | 5      |
| 2         | Svizzera      | 2   | 0       | 3      | 5      |
| 3         | Gran Bretagna | 2   | 0       | 0      | 2      |
| 4         | Paesi Bassi   | 1   | 0       | 0      | 1      |
| 5         | Francia       | 0   | 3       | 0      | 3      |
| 6         | Canada        | 0   | 2       | 0      | 2      |
| 7         | Italia        | 0   | 1       | 1      | 2      |
| Totale    | Totale        | 7   | 7       | 6      | 20     |